# パラノーマル・エンティティ4
『パラノーマル・エンティティ4』（The Amityville Haunting）は、2011年のホラー映画。『悪魔の棲む家』と同じくジェイ・アンソンによる小説『アミティヴィルの恐怖 (The Amityville Horror)』を下敷きにしている。

## あらすじ
デフェオ一家惨殺事件から34年後、一軒家にベンソン一家が引っ越してきた、一家の身の回りに次々と起こる怪奇現象、やがて一家は監視カメラを仕掛け、悪霊の正体に迫っていく。

## キャスト
- ダグラス・ベンソン - ジェイソン・ウィリアムズ
- ヴァージニア・ベンソン - エイミー・ヴァン・ホーン
- タイラー・ベンソン - デヴィン・クラーク
- ローリー・ベンソン - ナディーン・クロッカー
- メラニー・ベンソン - グレイシー・ラージェント
- ロナルド・デフェオ・ジュニアの生き霊 - ルーク・バーネット
- グレッグ - タイラー・シェイミー
- ブレッド - ジョン・コンデリク
- ドニー・レディット - アレクサンドル・レチェコビッチ
- 刑事 - ケーシー・キャンベル

## スタッフ
- 製作：デビッド・マイケル・ラット
- 監督：ジェフ・ミード
- 脚本：ジェフ・ミード
- 撮影：ベン・デマリー